# گاتسو، ونتو
گاتسو، ونتو (به ایتالیایی: Gazzo) یک کومونه در ایتالیا است که در استان پادووا واقع شده‌است.

## خصوصیات
گاتسو ۲۲٫۷ کیلومترمربع مساحت و ۳٬۶۹۷ نفر جمعیت دارد.